# Історія франків
Історія франків (лат. Historia Francorum) — історичний твір, присвячений історії Франкського королівства і написаний знаменитим істориком єпископом Григорієм Турським у період 573—593/594 років.
Григорій Турський працював над «Історією франків» близько 20 років (від 573 року, коли посів турську кафедру і до самої смерті), неодноразово переробляючи. В первісному вигляді ця праця, мабуть, мала назву «Десять книг історії» («Decen libri historiarum»). Саме так назвав свій твір автор у кінці роботи (книга X, розділ 31). В одному з найдавніших рукописів твір має назву «Церковна історія франків», очевидно, за аналогією з «Церковною історією народу англів» Беди Достоповажного. Проте видавнича традиція ще від XVI століття закріпила за ним назву «Історія франків» («Historia Francorum»), під якою він відомий сучасній історіографії. Справжньої класичної освіти Григорій здобути не міг. Традиція літературної латинської мови втратилася, і Григорій, хоча і знав деяких римських письменників, але писав дану працю розмовною латиною, загальновживаною серед галло-римлян, що становили основну масу населення по Луарі і навколо Тура. Таким чином, мова його праці була зрозуміла всім сучасникам.